# William Akio
William Akio (Nairobi, 23 luglio 1998) è un calciatore sudsudanese, centrocampista del Tigers FC.

## Biografia
È fratello di Victor Loturi, anch'egli calciatore.

## Carriera

### Club
Ha giocato nella prima divisione canadese ed in quella scozzese.

### Nazionale
Ha debuttato con la nazionale sudsudanese il 27 gennaio 2022, nell'amichevole persa 3-0 contro l'Uzbekistan.

## Statistiche

### Cronologia presenze e reti in nazionale
Aggiornato al 5 maggio 2023

| Cronologia completa delle presenze e delle reti in nazionale ― Sudan del Sud | Cronologia completa delle presenze e delle reti in nazionale ― Sudan del Sud | Cronologia completa delle presenze e delle reti in nazionale ― Sudan del Sud | Cronologia completa delle presenze e delle reti in nazionale ― Sudan del Sud | Cronologia completa delle presenze e delle reti in nazionale ― Sudan del Sud | Cronologia completa delle presenze e delle reti in nazionale ― Sudan del Sud | Cronologia completa delle presenze e delle reti in nazionale ― Sudan del Sud | Cronologia completa delle presenze e delle reti in nazionale ― Sudan del Sud |
| Data                                                                         | Città                                                                        | In casa                                                                      | Risultato                                                                    | Ospiti                                                                       | Competizione                                                                 | Reti                                                                         | Note                                                                         |
| ---------------------------------------------------------------------------- | ---------------------------------------------------------------------------- | ---------------------------------------------------------------------------- | ---------------------------------------------------------------------------- | ---------------------------------------------------------------------------- | ---------------------------------------------------------------------------- | ---------------------------------------------------------------------------- | ---------------------------------------------------------------------------- |
| 27-1-2022                                                                    | Dubai                                                                        | Uzbekistan                                                                   | 3 – 0                                                                        | Sudan del Sud                                                                | Amichevole                                                                   | -                                                                            | 68’                                                                          |
| 23-3-2022                                                                    | Gibuti                                                                       | Gibuti                                                                       | 2 – 4                                                                        | Sudan del Sud                                                                | Qual. Coppa d'Africa 2023                                                    | -                                                                            | 70’                                                                          |
| 27-3-2022                                                                    | Juba                                                                         | Sudan del Sud                                                                | 1 – 0                                                                        | Gibuti                                                                       | Qual. Coppa d'Africa 2023                                                    | -                                                                            | 45’                                                                          |
| 23-3-2023                                                                    | Brazzaville                                                                  | Rep. del Congo                                                               | 1 – 2                                                                        | Sudan del Sud                                                                | Qual. Coppa d'Africa 2023                                                    | -                                                                            |                                                                              |
| 27-3-2023                                                                    | Dar es Salaam                                                                | Sudan del Sud                                                                | 0 – 1                                                                        | Rep. del Congo                                                               | Qual. Coppa d'Africa 2023                                                    | -                                                                            | 45’                                                                          |
| Totale                                                                       |                                                                              | Presenze                                                                     | 5                                                                            |                                                                              | Reti                                                                         | 0                                                                            |                                                                              |

## Palmarès
- Canadian Premier League: 1

Cavalry: 2024